# Retzer Straße
Die Retzer Straße B 35 ist eine Landesstraße in Österreich. Sie führt auf einer Länge von 60,4 km von Krems an der Donau durch das Weinviertel zur Staatsgrenze nach Tschechien nahe der namensgebenden Stadt Retz.
Die Retzer Straße beginnt im Westen von Krems und führt von dort – zunächst im Norden der Stadt, später entlang der Bahnstrecke Absdorf – Krems ins Kamptal. Von hier führt sie weiter am Manhartsberg vorbei nach Maissau, ehe sie sich nach Norden wendet. Bei Pulkau kreuzt die Retzer Straße die Pulkautal Straße B 45 und verläuft über Retz bis zur Staatsgrenze zu Tschechien.

## Geschichte

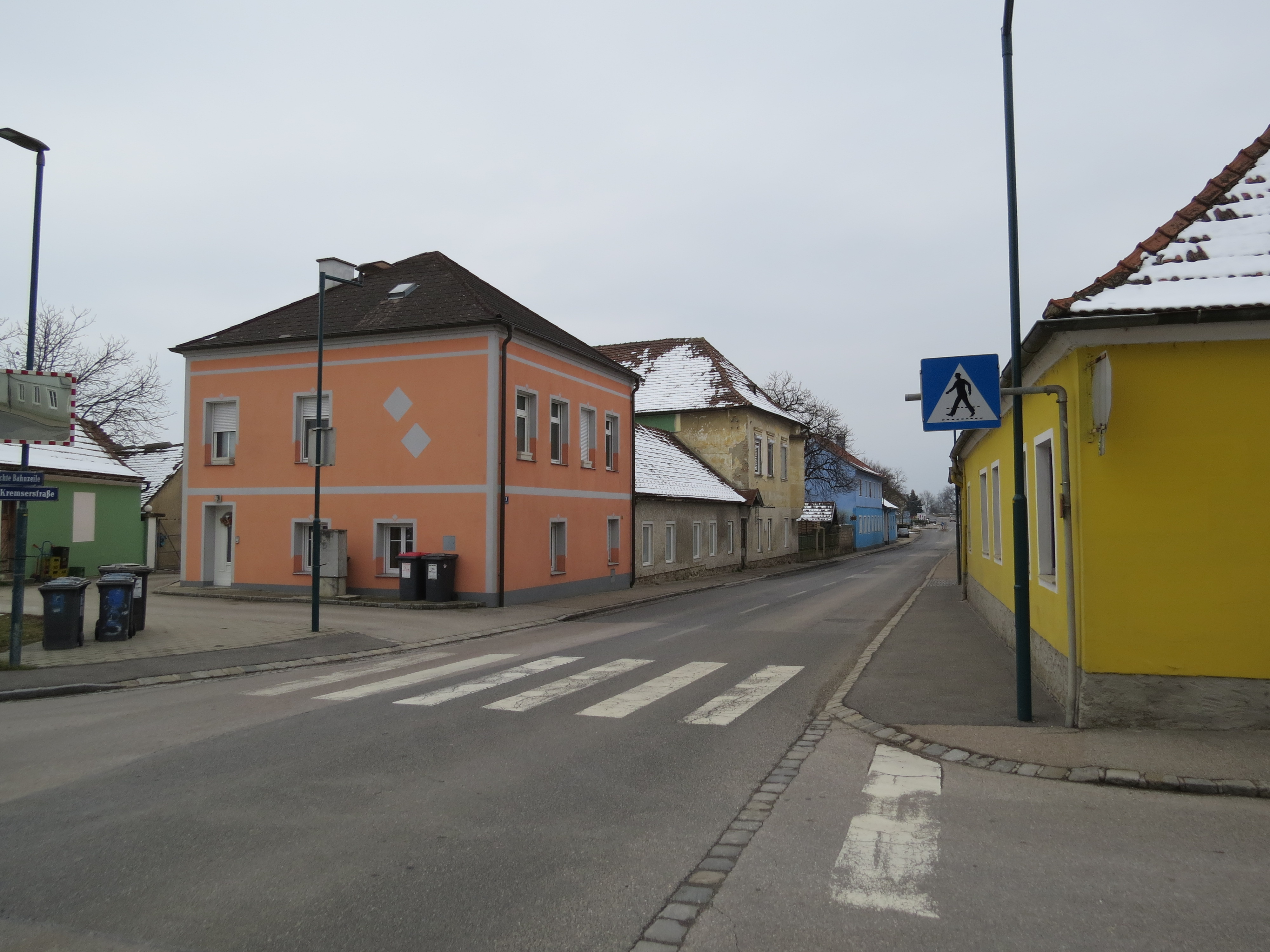
Retzer Straße in Gedersdorf (2018)

Der erste Streckenabschnitt zwischen Krems und Hadersdorf am Kamp entstand 1821 durch eine private Interessengemeinschaft („Concurrenz“) der angrenzenden Güter und Gemeinden, die ab dem 1. Mai 1821 für die Dauer von 50 Jahren eine Mautgebühr erheben durfte. 1824 wurde diese Straße als Stockerau-Kremser Straße bis Stockerau verlängert.
Die Bezirksstraße von Znaim nach Krems wurde am 1. Mai 1841 dem Verkehr übergeben. Sie besaß zwei Mautstellen an den beiden Stadttoren in Retz.
Diese Straße, die „von Hadersdorf über Maißau, Pulkau, Retz nach Knadlersdorf an der mährischen Gränze gegen Znaim“ führte, gehört zu den 17 Straßen, die 1866 zu niederösterreichischen Landesstraßen erklärt wurden. Das niederösterreichische Landesstraßengesetz vom 19. April 1894 verwendet den Begriff Landesstraße nicht mehr, die bisherigen Landesstraßen wurden in Bezirksstraßen I. Klasse umgewandelt.
Nach dem Anschluss Österreichs wurde diese Straße im Zuge der Vereinheitlichung des Straßensystems am 1. April 1940 auf mehrere Landstraßen I. Ordnung aufgeteilt:
- Die L.I.O. 3 führte von Krems über Hadersdorf nach Stockerau
- Die L.I.O. 17 führte von Hadersdorf über Straß nach Hollabrunn
- Die L.I.O. 18 führte von Straß über Pulkau und Retz nach Znaim

Am 23. März 1942 wurden die gesamte Strecke Krems – Znaim durch einen Erlass des Generalinspekteurs für das Deutsche Straßenwesen zum Bestandteil der Reichsstraße 343 erklärt.
Die Retzer Straße wurde am 1. Jänner 1949 zur Bundesstraße erhoben und führte ursprünglich von Horn über Pulkau und Retz bis zur Staatsgrenze.
Die Eggenburg-Hadersdorfer Straße gehört seit dem 1. April 1959 zum Netz der Bundesstraßen in Österreich.